# Zimbabwe az 1984. évi nyári olimpiai játékokon
Zimbabwe az egyesült államokbeli Los Angelesben megrendezett 1984. évi nyári olimpiai játékok egyik részt vevő nemzete volt. Az országot az olimpián 5 sportágban 15 sportoló képviselte, akik érmet nem szereztek.

## Atlétika
Férfi
| Versenyző                | Versenyszám | Előfutam | Előfutam | Előfutam | Negyeddöntő | Negyeddöntő | Negyeddöntő | Elődöntő | Elődöntő | Elődöntő | Döntő         | Döntő         |
| Versenyző                | Versenyszám | Idő      | Hely.    | Össz.    | Idő         | Hely.       | Össz.       | Idő      | Hely.    | Össz.    | Idő           | Helyezés      |
| ------------------------ | ----------- | -------- | -------- | -------- | ----------- | ----------- | ----------- | -------- | -------- | -------- | ------------- | ------------- |
| Christopher Madzokere    | 200 m       | 22,75    | 7.       | 69.*     | kiesett     | kiesett     | kiesett     | kiesett  | kiesett  | kiesett  | kiesett       | kiesett       |
| Christopher Madzokere    | 400 m       | 48,49    | 7.       | 62.      | kiesett     | kiesett     | kiesett     | kiesett  | kiesett  | kiesett  | kiesett       | kiesett       |
| Tapfumaneyi Jonga        | 800 m       | 1:49,59  | 5.       | 41.      | kiesett     | kiesett     | kiesett     | kiesett  | kiesett  | kiesett  | kiesett       | kiesett       |
| Tapfumaneyi Jonga        | 1500 m      | 3:40,42  | 7.       | 12.      |             |             |             | 3:41,80  | 11.      | 21.      | kiesett       | kiesett       |
| Zephaniah Ncube          | 5000 m      | 13:46,33 | 7.       | 15.      |             |             |             | 13:53,25 | 12.      | 26.      | kiesett       | kiesett       |
| Zephaniah Ncube          | 10 000 m    | 28:28,53 | 2.       | 16.      |             |             |             |          |          |          | 28:31,61      | 11.           |
| Patric Nyambariro-Nhauro | Maraton     |          |          |          |             |             |             |          |          |          | 2:37:18       | 67.           |
| Tommy Lazarus            | Maraton     |          |          |          |             |             |             |          |          |          | nem ért célba | nem ért célba |

Női
| Versenyző            | Versenyszám   | Selejtező | Selejtező | Döntő    | Döntő    |
| Versenyző            | Versenyszám   | Eredmény  | Helyezés  | Eredmény | Helyezés |
| -------------------- | ------------- | --------- | --------- | -------- | -------- |
| Mariëtte van Heerden | Diszkoszvetés | 50,54 m   | 14.       | kiesett  | kiesett  |

## Műugrás
Női
| Versenyző        | Versenyszám    | Selejtező | Selejtező | Döntő   | Döntő    |
| Versenyző        | Versenyszám    | Pont      | Helyezés  | Pont    | Helyezés |
| ---------------- | -------------- | --------- | --------- | ------- | -------- |
| Lesley Smith     | Egyéni műugrás | 438,72    | 10.       | 451,89  | 7.       |
| Antonette Wilken | Egyéni műugrás | 414,66    | 15.       | kiesett | kiesett  |

## Ökölvívás
RSC – a mérkőzésvezető megállította a mérkőzést
| Versenyző        | Versenyszám   | Selejtező         | 32-es főtábla                | Nyolcaddöntő            | Negyeddöntő              | Elődöntő          | Döntő             | Helyezés |
| Versenyző        | Versenyszám   | Ellenfél Eredmény | Ellenfél Eredmény            | Ellenfél Eredmény       | Ellenfél Eredmény        | Ellenfél Eredmény | Ellenfél Eredmény | Helyezés |
| ---------------- | ------------- | ----------------- | ---------------------------- | ----------------------- | ------------------------ | ----------------- | ----------------- | -------- |
| Ndaba Dube       | Harmatsúly    | erőnyerő          | Amon Neequaye (GHA) · 5:0    | Louis Gomis (FRA) · 5:0 | Héctor López (MEX) · 0:5 | kiesett           | kiesett           | 5.       |
| Ambrose Mlilo    | Nagyváltósúly | erőnyerő          | Manfred Zielonka (FRG) · 1:4 | kiesett                 | kiesett                  | kiesett           | kiesett           | 17.      |
| Arigoma Chiponda | Középsúly     |                   | Tom Corr (IRL) · 0:5         | kiesett                 | kiesett                  | kiesett           | kiesett           | 17.      |

## Sportlövészet
Férfi
| Versenyző      | Versenyszám           | Pont | Helyezés |
| -------------- | --------------------- | ---- | -------- |
| Dennis Hardman | Légpuska              | 548  | 49.      |
| Dennis Hardman | Sportpuska, fekvő     | 569  | 67.      |
| Dennis Hardman | Sportpuska, összetett | 1101 | 43.      |

Nyílt
| Versenyző             | Versenyszám | Pont | Helyezés |
| --------------------- | ----------- | ---- | -------- |
| Clive Conolly         | Trap        | 181  | 22.      |
| Bob Warren-Codrington | Skeet       | 167  | 62.      |

## Vitorlázás
Nyílt
| Versenyző     | Versenyszám | Futam | Futam | Futam | Futam  | Futam | Futam | Futam | Pontszám | Helyezés |
| Versenyző     | Versenyszám | 1     | 2     | 3     | 4      | 5     | 6     | 7     | Pontszám | Helyezés |
| ------------- | ----------- | ----- | ----- | ----- | ------ | ----- | ----- | ----- | -------- | -------- |
| Guy Grossmith | Finn dingi  | 26,0  | 24,0  | 27,0  | (28,0) | 25,0  | 27,0  | 26,0  | 155,0    | 23.      |